# مرگسر (مهدی‌شهر)
مرگسر روستایی در دهستان درجزین بخش مرکزی شهرستان مهدی‌شهر استان سمنان ایران است.

## جمعیت
بر پایه سرشماری عمومی نفوس و مسکن در سال ۱۳۹۵ جمعیت این روستا ۴۳ نفر (۲۱خانوار) بوده‌است.